# ۱۳ گل رز
۱۳ گل رز (اسپانیایی: Las 13 Rosas‎) یک فیلم جنگی اسپانیایی به کارگردانی امیلیو مارتینز-لازارو است که در سال ۲۰۰۷ منتشر شد.
این فیلم در ۱۴ شاخه نامزد دریافت جایزه گویا شد که در ۴ شاخه برنده شد: بهترین فیلم‌برداری، بهترین طراحی لباس، بهترین موسیقی متن، و بهترین بازیگر مکمل مرد.

## بازیگران
- پیلار لوپس د آیالا
- ورونیکا سانچس
- مارتا اتورا
- نادیا دِ سانتیاگو
- گابریلا پسیون
- فلیکس گومس
- فران پره‌آ
- انریکو لو ورسو
- آسی‌یر اچاندیا
- آدریانو جانینی
- گویا تولدو
- باربارا لنی
- خوزه مانوئل سروینو
- لوئیسا مارتین
- سِـکون دِ لا روسا
- تِرسا اورتادو دِ اُری
- مانولو سولو